# فيرونيكا كوبر
فيرونيكا كوبر (بالإنجليزية: Veronica Cooper)‏ هي لاعبة رماية وممثلة أمريكية، ولدت في 27 مايو 1913 في بروكلين في الولايات المتحدة، وتوفيت في 16 فبراير 2000 في ساوثهامبتون في المملكة المتحدة.

## وصلات خارجية
- فيرونيكا كوبر على موقع IMDb (الإنجليزية)
- فيرونيكا كوبر على موقع قاعدة بيانات الفيلم (الإنجليزية)